# تروفيو لايقويليا 2025
تروفيو لايقويليا 2025 (بالإيطالية: Trofeo Laigueglia 2025) هو سباق دراجات هوائية، وهو الموسم الثاني والستين من تروفيو لايقويليا، وأقيم في 5 مارس 2025 ضمن سباقات سلسلة سباقات الاتحاد الدولي للدراجات للمحترفين 2025.
فاز بالمركز الأول خوان أيوسو، وحلَّ في المركز الثاني كريستيان سكاروني ‏، بينما جاء مايكل ستورر في المركز الثالث.

## الفرق
| فرق عالمية (8)- Arkéa-B&B Hotels - Intermarché-Wanty - Cofidis - EF Education-EasyPost - Ineos Grenadiers - Team Jayco AlUla - UAE Team Emirates XRG - XDS Astana Team فرق برو (9)- فريق الدراجات Q36.5 ‏ - Unibet Tietema Rockets ‏ - إيولو كوميت ‏ - سويس ريسينغ أكادمي ‏ - Team TotalEnergies - VF Group-Bardiani CSF-Faizanè - بنجوال باوليز ساوكس دبليو بي ‏ - كاجا رورال-سيغوروس 2025 ‏ - Team Solution Tech–Vini Fantini ‏ فرق قارية (8)- JCL Team Ukyo ‏ - Petrolike ‏ - Sam–Vitalcare–Dynatek ‏ - Biesse–Carrera ‏ - كولباك ‏ - جنرال ستور بوتولي زارديني ‏ - MG.K vis Colors for Peace ‏ - S.C. Padovani Polo Cherry Bank‏ |  |
| |  |

## التصنيف العام النهائي
| التصنيف العام         | التصنيف العام     | التصنيف العام                 | التصنيف العام | التصنيف العام |
| العداء                | العداء            | الفريق                        | الوقت         |               |
| --------------------- | ----------------- | ----------------------------- | ------------- | ------------- |
| 1                     | خوان أيوسو        | فريق الإمارات                 | 4 س 46 د 36 ث |               |
| 2                     | كريستيان سكاروني ‏ | فريق آستانا                   | + 0 ث         |               |
| 3                     | مايكل ستورر       | سويس ريسينغ أكادمي ‏           | + 0 ث         |               |
| 4                     | نيلسون بوولس      | إي أف إديوكيشن نيبو           | + 0 ث         |               |
| 5                     | جيوفاني كاربوني   | Unibet Tietema Rockets ‏       | + 3 ث         |               |
| 6                     | ماغنوس شيفيلد     | فريق إنيوس                    | + 13 ث        |               |
| 7                     | ألبرتو بيتول      | فريق آستانا                   | + 23 ث        |               |
| 8                     | Louis Barré ‏      | انترمارشي وانتي جوبيرت ماتيرو | + 23 ث        |               |
| 9                     | Mattéo Vercher ‏   | ديركت إينرجي                  | + 23 ث        |               |
| 10                    | Simone Gualdi ‏    | Wanty–Nippo–ReUz ‏             | + 23 ث        |               |
|                       |                   |                               |               |               |
| مصدر: ProCyclingStats |                   |                               |               |               |

## وصلات خارجية
- لمحة عن سباق تروفيو لايقويليا 2025 على موقع  ProCyclingStats   (برو  سايكلنج  ستاتس) - إحصاءات  محترفي  الدراجات.

- تروفيو لايقويليا 2025 على موقع إحصائيات الدراجات الإحترافية (الإنجليزية)